# Савчук, Николай Васильевич
Николай Васильевич Савчук (18 декабря 1922, Ялтушков, Подольская губерния — 28 декабря 2003) — воздушный стрелок-радист 58-го бомбардировочного авиационного полка, сержант — на момент представления к награждению орденом Славы 1-й степени.

## Биография
Родился 18 декабря 1922 года в селе Ялтушков (ныне Барского района Винницкой области). Украинец. Окончил 4 курса Ялтушковского рабфака.
В ноябре 1940 года был призван в Красную армию и направлен Новгородскую школу воздушных стрелков-радистов. Курсантом встретил начало Великой Отечественной войны.
С августа 1941 года участвовал в боях с захватчиками на Юго-Западном фронте. Воевал воздушным стрелком радистом скоростного бомбардировочного полка. К ноябрю того же года совершил 13 боевых вылетов, в последнем — был сбит. Экипаж погиб, Савчук чудом остался жив, был ранен. В госпитале после выздоровления был признан не годным к лётной работе, но добился возвращения в строй.
В июне 1942 года был зачислен в 58-й бомбардировочный авиационный полк воздушным стрелком-радистом самолёта Пе-2. С этой частью прошёл до Победы, воевал на Северо-Западном, Ленинградском и 3-м Белорусском фронтах в экипаже командира эскадрильи капитана Жукова, затем в экипаже Михаила Ершова, известного как хороший воздушный разведчик. В марте 1943 года за 9 успешных боевых вылетов получил первую боевую награду — медаль «За отвагу».
К июню 1944 года совершил 59 боевых вылетов, из них 36 в период с 1 апреля 1943 года по 10 июнь 1944, из которых 10 — на дальнюю и ближнюю разведку с фотографированием и попутным бомбометанием. 6 марта 1944 года участвовал в групповом бомбардировочном налёте на железнодорожную станцию Пылва, где было разбито 25 вагонов и разрушено железнодорожное полотно. 3 апреля дважды совершал вылеты на бомбардировку железнодорожную станцию Остров.
Экипажем было уничтожено до 80 вагонов с грузами. В июне 1944 года летал на разведку и для нанесения ударов по опорным пунктам противника в Прибалтике. Во всех вылетах сержант Савчук держал бесперебойную связь с самолётами и землей, обеспечивая успешное выполнение боевых заданий экипажем. Огнём из пулемета обстреливал на земле технику и живую силу противника. Был представлен к награждению орденом Кранного Знамени, но командиром дивизии статус награды был изменен.
Приказом по частям 276-й бомбардировочной дивизии от 15 июня 1944 года сержант Савчук Николай Васильевич награждён орденом Славы 3-й степени.
В начале 1945 года в боях по прорыву долговременной обороны противников в Восточной Пруссии в составе экипажа старшего лейтенанта Ершова старший сержант Савчук совершил 45 успешных боевых вылетов при сильном противодействии зенитной артиллерии и истребительной авиации противника. 3 февраля 1945 года участвовал в бомбардировке укреплений в районе города Кройцбург и города Бартошице. Экипажем было разрушено несколько опорных пунктов врага и мост. 5 февраля в составе группы дважды участвовал в бомбардировке промышленных объектов и узлов обороны города Цинтен и порта Пиллау. Было разрушено несколько промышленных зданий, уничтожено около 100 вагонов, 10 судов, нанесены значительные повреждения причалу в южной части порта.
7 марта Савчук участвовал в нанесении удара по скоплению живой силы и техники противника в городе Браунсберг. Всегда обеспечивал бесперебойную связь, проявлял осмотрительность, чем способствовал отличному выполнению задания экипажем. Был представлен к награждению орденом Красного Знамени, но командование 1-й воздушной армии статус награды был изменен.
Приказом по войскам 1-й воздушной армии от 26 апреля 1945 года старший сержант Савчук Николай Васильевич награждён орденом Славы 2-й степени.
Весной 1945 года старший сержант Савчук в составе своего экипажа неоднократно участвовал в боевых вылетах на подавление опорных пунктов противников в районе город Кенигсберг. Так 8 апреля экипажем было уничтожено около 10 автомашин с грузом. Всего к концу войны совершил 183 вылета, на личном боевом счету имел 6 сбитых вражеских самолётов.
Указом Президиума Верховного Совета СССР от 15 мая 1946 года за образцовое выполнение боевых заданий командования на фронте борьбы с немецкими захватчиками и проявленные при этом мужество и отвагу старший сержант Савчук Николай Васильевич награждён орденом Славы 1-й степени. Стал полным кавалером ордена Славы.
После войны продолжал службу в армии, стал офицером. В 1946 году вступил в ВКП/КПСС. В 1954 году старший лейтенант Савчук был уволен в запас.
На постоянное место жительство приехал на родину жены в село Смердовицы, Волосовского района Ленинградской области. Много лет работал в совхозе «Сяглицы» инженером-электриком. Скончался 28 декабря 2003 года.
Награждён двумя орденами Отечественной войны 1 степени, орденами Славы 1-й, 2-й, 3-й медалями «За отвагу».